# Parodius Da!
Parodius Da! (パロディウスだ! 〜神話からお笑いへ〜 Parodius Da! －Shinwa kara Owarai e－?, literalmente, "¡Es Parodius!: Del mito a las risas") es el segundo juego de la serie Parodius producido por Konami y su funcionamiento y aspectos es por ende, semejante a los demás de la serie, todos ellos clara parodia de Gradius. Fue lanzado como arcade en abril de 1990 siendo después convertido a diferentes plataformas domésticas.
Existe la errónea creencia de ser el primero de la serie, pero esto no es cierto ya que el primero fue Parodius de 1988, para sistema MSX en Japón.

## Argumento
Traducción de la carátula europea de Parodius:[cita requerida]
El gran pulpo ha amenazado la Tierra. Para ayudar a Parodius a salvar el planeta, usted y sus amigos debe comenzar su búsqueda de la verdad. Usted debe encontrar al enemigo y destruirlo en una búsqueda por todo el mundo.

## Cómo se juega
Se juega de forma similar a la serie Gradius con algunas diferencias. Parodius Da! tiene diferentes armas a elegir dependiendo del personaje elegido para jugar: Vic Viper (de Gradius), Pulpo, TwinBee, y Pentarou. Aparecen diferentes campanas que aumentan puntaje y poder como en la serie TwinBee. El jefe "The Big Core" de Gradius aparece convertido en "Viva Core". Aparecen varios moái principalmente en la escena de la nave espacial.

### Personajes y armas
- Vic Viper, de Gradius, con misiles terrestres, dobles y láser (configuración de Gradius).
- Octopus con misiles dobles y láser expansivo (configuración de Salamander)
- TwinBee, de TwinBee, con misiles verticales y láser triple (configuración de TwinBee)
- Pentarou, de Antarctic Adventure, con misiles de torpedo, doble tiro y láser expansivo (configuración de Gradius III)

## Música
La música empleada en los escenarios es principalmente música clásica europea y tradicional japonesa.

## Versiones domésticas
| Plataforma                    | Desarrollador | Publicador | Año  | Región           | Descripción |
| ----------------------------- | ------------- | ---------- | ---- | ---------------- | --- |
| Nintendo Entertainment System | Konami        | Konami     | 1990 | Bandera de Japón | - En la versión de la Nintendo Entertainment System se omitieron varias fases, pero posee un nivel exclusivo y varias fases de bonus ocultas.                                                                                |
| Game Boy                      | Konami        | Konami     | 1991 | Bandera de Japón | |
| Sharp X68000                  | Konami        | Konami     | 1991 | Bandera de Japón | |
| TurboGrafx-16                 | Konami        | Konami     | 1992 | Bandera de Japón | |
| Nintendo Super Famicom        | Konami        | Konami     | 1992 | Bandera de Japón | - Reeditado por el cartucho grabable en 1997 por Nintendo Power. |
| PlayStation                   | Konami        | Konami     | 1994 | Bandera de Japón | - Recopilatorio Gokujō Parodius Da! Deluxe Pack - Reeditado en 1997 dentro de la línea The Best y en 2003 dentro de la línea PSone Books.                                                                                    |
| Sega Saturn                   | Konami        | Konami     | 1995 | Bandera de Japón | - Recopilatorio Gokujō Parodius Da! Deluxe Pack |
| Game Boy Color                | Konami        | Konami     | 2000 |                  | - Recopilatorio Konami GB Collection Vol. 2 |
| Teléfonos móviles             | Konami        | Konami     | 2003 | Bandera de Japón | - La Versión i-appli tenía 5 escenarios. - La Descarga de Konami Net DX será bajo el título de Parodius Da! DX (パロディウスだ! 豪華版 Parodiusu da! Gōka-ban?). - La Versión Móvil se omite a los escenario 3, 4, 7, 8 y 9. |
| PSP                           | Konami        | Konami     | 2007 | Bandera de Japón | - Recopilatorio Parodius Portable |

## Curiosidades
- El jefe del segundo nivel es un águila calva que lleva un sombrero de copa de inspiración estadounidense y pajarita. Este jefe es a menudo citado como la razón por la que los juegos de Parodius nunca fueron publicados en Estados Unidos.
- La sombrilla voladora de la escena 9 es un fantasma de la tradición japonesa.
- El subtítulo 'Del mito a la risa (Shinwa kara Owarai e)' es parodia de Gradius III, que fue 'De la leyenda al mito (Densetsu Kara Shinwa e)'.
- Los caramelos destructibles del nivel 3 son tributo a "Mechanical Cells" del nivel 4 de R-Type
- El jefe final es un gran pulpo, clara referencia al de Gradius.
- En la versión de la Nintendo Entertainment System se omitieron varias fases, pero posee un nivel exclusivo y varias fases de bonus ocultas.

### Otros Medios
- Parodius Da! es uno de los videojuegos que aparecen en el manga Rock 'n Game Boy.
- En el episodio 20 "The Game Center Monster" de Mysterious Nile Girl Thutmose, se puede ver a un niño jugando la versión arcade de Parodius Da! en una sala de juegos.
- En el episodio 34 de Samurai Pizza Cats titulado ¡El plan para la victoria segura! Qué fuerte es clan Karakara, en la esquina superior izquierda de la pantalla, hay una imagen de Tako de Parodius Da!.

- TwinBee de Parodius Da! hace un cameo en el número Brilliant Bomberman! del manga Hudson Makyou.
- En el segmento de GameCenter CX de la temporada 26, titulado Mini Cornya~, Arino y un AD juegan juegos que presentan gatos, como Parodius Da!.
- Tako, Penta, TwinBee y Vic Viper hacen un breve cameo, y Yuri viste un traje parecido a Chichibinta Rika en el corto cómico Tokimeki Memorial Tokimeki Mousou Theatre.

## Censura
Hubo rechazo por lanzar el juego en los Estados Unidos debido a que el jefe del segundo nivel es un águila con chistera con los colores y diseños que hacen referencia al escudo y bandera estadounidenses (Águila Satake), y que el jefe cuando es derrotado, cae vivo pero desplumado y rostizado. En Europa, fue lanzado con algunas variaciones que no afectan el desarrollo del juego y estos cambios aplican a la versión de Super Nintendo (y no a la de NES), sin confirmar:
- Presentación. La versión europea omite las frases en idioma japonés y aparecen en inglés.
- Introducción. Uno de los moai aparece fumando en la versión japonesa, mientras que en la europea no se encuentra fumando (ni siquiera lleva un cigarrillo). La versión japonesa tiene frases en japonés y la europea en inglés.
- Escena 2. Ahí tienes que disparar a unos payasos con sombrero parpadeante, cuando ellos son derrotados caen y el sombrero es reemplazado por la palabra "FUERA". En la versión japonesa, aparece una cruz tras estas letras a manera de tumba cristiana, mientras que en la versión europea aparece una llave giratoria dando a entender que los payasos son muñecos de cuerda.
- Escena 3. A la mitad del tercer nivel, hay una secuela de "bolitas" a las que tienes que disparar para eliminarlas. Detrás y cubiertas por esas bolas se encuentra un cuadro a manera de parodias un tanto erótica del nacimiento de Venus en la versión japonesa. En la versión europea, esta pintura es omitida y sólo se observa la pared.
- Jefe de la Escena 3. El jefe final de la tercera escena son ocho bocas flotantes (Labios Calientes), que abren y cierran los labios mostrando los dientes. En la versión japonesa, van de izquierda a derecha y al llegar cada lado, lamen provocativamente sus labios. En la versión europea, no sacan la lengua,y la mueven para parecer que están cantando.
- Escena 7. Ahí has de disparar a unas doncellas rubias encerradas en burbujas de jabón que revientan y tiran sus cautivas. En la versión japonesa, éstas van vestidas a la manera de conejitas de Playboy mientras que en la europea, sus orejas y colas han sido omitidas.
- El megáfono conseguido por el jugador al capturar la campana blanca emite frases en japonés en la versión japonesa mientras que las emite en inglés en la versión europea.